# (1877) Marsden
(1877) Marsden est un astéroïde de la ceinture principale.

## Description
(1877) Marsden est un astéroïde de la ceinture principale. Il fut découvert par Cornelis Johannes van Houten le 24 mars 1971 à l'observatoire Palomar. Il présente une orbite caractérisée par un demi-grand axe de 3,938 UA, une excentricité de 0,209 et une inclinaison de 17,555° par rapport à l'écliptique.
Il fut nommé en hommage à Brian G. Marsden du Smithsonian Astrophysical Observatory.

## Compléments